# Natallja Salahub
Natallja Salahub (belarusiska: Наталля Салагуб), född 31 mars 1975, är en belarusisk friidrottare som tävlar i kortdistanslöpning. 
Salahub blev fyra på 400 meter vid VM i Edmonton men stängdes av direkt efter på två år sedan hon åkt fast för dopning. 2005 var hon med i det vitryska lag som tog brons vid VM i Helsingfors 2005 på 4 x 100 meter.

## Personliga rekord
- 100 meter - 11,30
- 200 meter - 22,82
- 400 meter - 51,61